# كومبلكس
شبكات كومبلكس أو فقط كومبلكس (بالإنجليزية: Complex Networks)‏ هي شركة وسائل إعلام وترفيه أمريكية، يقع مقرها في مدينة نيويورك، وهي مخصصة لثقافة الشباب. تأسست كومبلكس كمجلة نصف شهرية في عام 2002 من قبل مصمم الأزياء مارك (إيكو) ميليكوفسي. شبكات كومبلكس تعد تقارير عن الاتجاهات الشعبية والناشئة في الموضة والأحذية الرياضية والطعام والموسيقى والرياضة وثقافة البوب. وصلت شبكات كومبلكس إلى أكثر من 90 مليون مستخدم مختلف شهريًا في عام 2013، عبر مواقعها المملوكة والمدارة والشريكة، ومواقع التواصل الاجتماعي وقنوات يوتيوب. توقفت المجلة المطبوعة عن الصدور مع إصدار ديسمبر 2016 / يناير 2017. يضم المجموع حاليًا 4.55 مليون مشترك وإجمالي 1.3 مليار مشاهدة على يوتيوب. اعتبارًا من عام 2019، قدرت الإيرادات السنوية للشركة بحوالي 200 مليون دولار أمريكي، جاء 15٪ منها من التجارة.
صُنفت شبكات كومبلكس من قبل بيزنس إنسايدر كواحدة من أكثر الشركات الناشئة قيمة في نيويورك، وأكثر الشركات الخاصة قيمة في العالم. تم اختيار ريتش أنتونيلو، الرئيس التنفيذي لشركة شبكات كومبلكس، ضمن مجموعة سيليكون آلي 100 في عام 2012، أطلقت الشركة كومبلكس تي في (Complex TV)، وهي منصة بث عبر الإنترنت؛ في عام 2016، أصبحت شركة تابعة لفيرايزون وهيرست.

## برامج كومبلكس
تم إطلاق كومبلكس تي في (Complex TV) في عام 2012 كإذاعة عبر الإنترنت للمحتوى الأصلي. ناثان براون، مدير تنفيذي في مجال تطوير وإنتاج الفيديو منذ فترة طويلة، يشغل منصب المدير العام لكومبلكس تي في آند فيديو (Complex TV and Video). في ديسمبر 2013، تم إطلاق شركة تابعة لكومبلكس تي في، كومبلكس نيوز (Complex News)، وهي تركز على الأخبار اليومية. في عام 2014، أضاف بلوتو تي في كومبلكس ميديا كشريك محتوى. يتم دعم استوديو المحتوى المركب بواسطة فريق تحرير مكون من 18 شخصًا. وفقًا لمصدر واتس نيو إن ببلشينغ (What's New In Publishing)، «بحلول عام 2016، قامت شركة شبكات كومبلكس بتحويل 80٪ من ميزانية المحتوى الخاصة بها إلى الفيديو وكانت تطلق العشرات من العروض الفردية ضمن قناة كومبلكس على يوتيوب وعدد من الشركات الفرعية». في 10 نوفمبر 2017، بدأ بث مجموعة من برامج كومبلكس تي في على شبكة الكابلات الأمريكية فيوز تحت شعار كومبلكس إكس فيوز (Complex x Fuse).
أنتجت شركة شبكات كومبلكس أكثر من عشرين برنامجًا أصليًا، والتي تشمل:
- ماغنم أوبِس (Magnum Opus)
- إيفري داي سترغل (Everyday Struggle)
- هوت ونس (Hot Ones)
- كويكسترايك (Quickstrike)
- فاشون بروس! (!Fashion Bros)
- ديسوس ضد ميرو (Desus vs. Mero)
- ذس ويك أون نتفليكس (This Week on Netflix)
- ميرو إن ذا وايلد (Mero in the Wild)
- ذا نيبرهود (The Neighborhood)
- ذا كومبات جاك شو (The Combat Jack Show)
- كومبلكس إنديفجوالز (Complex Individuals)
- نو ديبيت (No Debate)
- راتشيت نيوز نيتوورك (Ratchet News Network)
- تريلر هيتش (Trailer Hitch)
- دي جي بوث (DJBooth)
- ذا بروزس (The Process)
- فيرست لوك (First Look)
- رِف راف ريلم (Riff Raff Realm)
- كومبلكس كيدز (Complex Kids)
- تراكينغ (Tracking)
- كت آند شو (Cut & Show)
- سي-ليست (C-List)
- تي بي تي (TBT)
- أوفر كرانكد (Overcranked)
- سنيكر شوبينغ (Sneaker Shopping)
- فُل سايز رن (Full Size Run)
- كومبلكس نيوز (Complex News)

## المدونة الصوتية
أطلقت شركة شبكات كومبلكس ثلاثة مدونات صوتية أصلية في نهاية عام 2019 بالتعاون مع شركة المدونات الصوتية سويدية أيكاست (Acast). واتش لِس (Watch Less)، يغطي موضوعات مثل الأفلام وثقافة البوب، يستضيفه كريس كال دافنبورت وفرازير ثارب. لود مانجمنت (Load Management)، يستضيفه زاك 'تشوبز' فرايدنلند وآدم كابريل يناقش الرياضة والثقافة الرياضية. يغطي ذا كومبلكس سنيكرز بودكاست (The Complex Sneakers Podcast) التاريخ واليوم الحالي لثقافة الأحذية الرياضية، ويستضيفه جو لا بوما وماثيو ويلتي وبريندان دن.
- «واتش لِس» (المضيفان: كال وفرازير ثارب)[27]
- «لود مانجمنت» (المضيفون: زاك «تشوبز» فريدنلوند وآدم كاباريل)
- «ذا كومبليكس سنيكرز» (المضيفون: جو لا بوما، ماثيو ويلتي، وبريندان دن)[28]

## روابط خارجية
- الموقع الرسمي